# Otokar Březina
Otokar Březina (ur. 13 września 1868 w Počátky, zm. 25 marca 1929 w Jaroměřicach nad Rokytnou) – właśc. Václav Jebavý, pierwszy pseud. Václav Danšovský; przedstawiciel czeskiego symbolizmu, mistyk, poeta i myśliciel, autor filozoficznych esejów o sztuce. Był czołowym reprezentantem Czeskiej Moderny.

## Życiorys
Urodził się w biednym domu, w rodzinie rzemieślniczej i całe życie przeżył na prowincji. Pracował jako nauczyciel w miejscowościach zachodnich Moraw. Studiował dawne kultury, filozofię i lit. światową, a także nauki przyrodnicze. W 1923 r. odrzucił propozycję objęcia katedry filozofii na Uniwersytecie Masaryka w Brnie.

## Twórczość
Był poetą-samotnikiem, szukającym oparcia w przyjaźni oraz myślicielem żyjącym na uboczu. Sztuka była dla niego jedynym, możliwym wyjściem z chaosu świata i szansą poszukiwania innej harmonii, transcendentnej.
Twórczość literacką rozpoczął w latach 80. XIX w., pisząc wiersze pod wpływem Svatopluka Čecha i powieść realistyczno-psychologiczną, której rękopis wycofał z wydawnictwa i zniszczył. Od tych młodzieńczych prób później się odżegnywał. W 1892 r. jako Otokar Brezina zaczął ogłaszać wiersze, które zapewniły mu szczególne miejsce w czeskiej poezji. Wpływ na tę twórczość miały osobiste przeżycia (śmierć obojga rodziców w ciągu jednego roku), tradycja religijna oraz podjęte studia. Poeta zgłębiał pisma Schopenhauera, Nietzschego, Bergsona, Sołowjowa, filozofów antycznych: Platona i Plotyna, księgi mistyków średniowiecznych, filozofów indyjskich, ale również Carlyle'a i Emersona. Interesował się ideą sprawiedliwości społ., kultem pracy fizycznej. Poznał także nowoczesny ewolucjonizm i monizm. Źródła te stały się podstawą do stworzenia własnego światopoglądu. Wpływ na kształt jego poezji miały dzieła francuskich impresjonistów i symbolistów, a zwłaszcza Baudelaire’a. W ten sposób ukształtował się poeta-mistyk-symbolista, który wśród chaosu nowoczesnego społeczeństwa poszukuje sensu życia. Brezina interesował się polskim romantyzmem, zwłaszcza inspirował się twórczością Słowackiego. W latach 1898–1901 przebywał w miejscowościach Jinošov, Jaromeřice oraz Nová Říše, która w lit. czeskiej uznana była za centrum lit. katolickiej, a wśród twórców tego nurtu miał poeta wielu przyjaciół, np. rzeźbiarza Františka Bílka. W 1895 r. był sygnatariuszem manifestu czeskich modernistów oraz został dwukrotnie nominowany do Nagrody Nobla. Od 1913 r. był członkiem korespondencyjnym, a następnie rzeczywistym Czeskiej Akademii Nauki i Sztuki. W 1925 r. otrzymał doktorat honoris causa praskiego Uniwersytetu Karola.
Cały dorobek twórczy poety zawarł się w pięciu tomach poezji. Pierwszy, elegijny Tajemné dálky (Tajemnicze dale, 1895), bardzo osobisty, jest wyrazem duchowego rozejścia się ze światem, ucieczki od ciężkiego losu w sferę sztuki. W drugim zbiorze Swítání na západĕ (Świt na zachodzie, 1896) wprowadza tony ponadosobiste i uwalnia się od więzów ze światem zmysłów i zjawisk, a cierpienie i śmierć, jako transcendentne przejście z jednej formy życia w inną, zostają obdarzone wybawicielską mocą. Tomik Větry od pólů (Wiatry od biegunów, 1897), zawierający akcenty mistyczne, jest pochwałą harmonii wszechświata i sił kosmicznych oraz wszechogarniającej miłości, która rozszerza granice poznania. Kolejne zbiory to zwrot ku ziemi i człowiekowi, który poprzez ciężka pracę wykupuje się od doczesności. W tomiku Stavitelé chrámu (Budowniczowie świątyni, 1899) głosi pochwałę indywidualizmu, jednostek genialnych na drodze poznania praw życia i przyrody oraz stałego postępu ludzkości. W ostatnim zbiorze poezji Ruce (Ręce, 1901) B. w symbolu nieskończonego łańcucha widzialnych i niewidzialnych rąk zawarł ideę kosmicznego braterstwa stworzeń połączonych wspólnym działaniem w ramach ewolucji wszechświata. Po tym zbiorze Brezina jako poeta zamilkł. Kilkanaście wierszy, które napisał w następnych latach, nie doczekało się publikacji.
Wydał jeszcze w 1903 r. tom Hudba pramenů (Muzyka źródeł) – eseje zawierające podstawy jego filozofii i teorii twórczości poetyckiej. Eseje z lat 1905–1908 zawarte są w tomie Skyté dĕjiny (Ukryte dzieje, całość eseistyki wydano w 1970). W eseistyce wyraził B. przekonanie, że sztuka daje możliwość dotarcia w niepoznawalne sfery istnienia, pisał o ładzie świata, o celach życia ludzkiego – wszystko w ramach neoplatońskiej wizji świata. Oscylująca między sztuką a rozmyślaniem filoz. poezja B. zadziwia siłą wyobraźni. Poszerzył on poetycką leksykę poprzez zderzenia terminów filoz. i naukowych z wrażeniami oznaczającymi konkretne działanie, pracę. Posługiwał się nowymi typami metafory (synestezja). Poszerzył na gruncie czeszczyzny możliwości poetyckiego obrazowania: posługując się wierszem o najwyższych rygorach rytmicznych, stworzył wzorzec liryki ekskluzywnej. Używał najpierw regularnego wiersza rymowanego (czeskiego aleksandrynu), a następnie wiersza wolnego. Duża wagę przywiązywał do dźwiękowej strony wypowiedzi, nadając swoim poezjom walory „muzyczne”. Idee B. znalazły w Czechach kontynuatorów: miały niewątpliwy wpływ na prozę poetycką J. Demla, filoz. eseistykę i prozę L. Klímy, czeskich poetów lat 30., m.in. J. Zahradníčka. B. swoją poetyką oddziałał także na nurty, którym obcy był jego idealizm.

## Utwory
- Tajemné dálky (Tajemnicze dale), 1895
- Swítání na západĕ (Świt na zachodzie), 1896
- Větry od pólů (Wiatry od biegunów), 1897
- Stavitelé chrámu (Budowniczowie świątyni), 1899
- Ruce (Ręce), 1901
- Hudba pramenů (Muzyka źródeł), 1903
- Skyté dĕjiny (Ukryte dzieje), 1970